# Tajemnica zaginionej skarbonki
Tajemnica zaginionej skarbonki (ang. Cartoon All-Stars to the Rescue, 1990) – amerykański edukacyjny film animowany, którego bohaterami są postacie ze znanych seriali animowanych jak Smerfy, Kacze opowieści, Nowe przygody Kubusia Puchatka, Mapeciątka, Wojownicze Żółwie Ninja, Zwariowane melodie i Szaleństwa Alvina Wiewiórki. Film przeznaczony jest dla uczniów gimnazjum i szkoły podstawowej.

## Fabuła filmu
Film ma pokazać, jak złe i szkodliwe w życiu są narkotyki. Głównym bohaterem historii jest nastolatek imieniem Michał, który za namową kolegów zaczyna palić marihuanę. Gdy chłopakowi brakuje pieniędzy na zakup narkotyku, bez zgody młodszej siostry kradnie jej skarbonkę i wyciąga z niej pieniądze. Kasia zauważa bardzo dziwne zachowanie brata, po czym razem z różnymi bohaterami bajek postanawia pomóc zagubionemu chłopcu.

## Postacie

### Ludzie
- Michał (ang. Michael) – główny bohater kreskówki. Jest nastolatkiem, który w młodości za namową kolegów zaczął brać narkotyki. Na początku historii kradnie swojej młodszej siostrze Kasi skarbonkę i zabiera z niej pieniądze. Później ulega postaciom z seriali. Pod koniec filmu zrywa z nałogiem.
- Kasia (ang. Corey) – dziewięcioletnia siostra Michała. Jest świadkiem dziwnego zachowania brata. Później odkrywa jego przyczynę – narkotyki.
- Mama (ang. Michael and Corey's Mother) – matka Michała i Kasi. Jest zdziwiona zachowaniem syna, gdyż ten nie zdradza jej, dokąd idzie.
- Tata (ang. Michael and Corey's Father) – ojciec Michała i Kasi. Zauważa, że jego syn kradnie mu jedną butelkę z piwem.

### Postacie z kreskówek
- Kacze opowieści
  - Hyzio
  - Dyzio
  - Zyzio
- Szaleństwa Alvina Wiewiórki
  - Alvin Seville
  - Simon Seville
  - Teodor Seville

## Emisja
Film „Tajemnica zaginionej skarbonki” został w Polsce wyemitowany premierowo w dniu 14 czerwca 1998 roku o godzinie 16:30 w ramach akcji „Narkotyki. Zażywasz - przegrywasz”. Został pokazany przez wszystkie polskie stacje telewizyjne (w tym m.in. przez wszystkie ośrodki TVP), z wyjątkiem Polsatu, w którym z przyczyn technicznych jego emisja została przesunięta w czasie o kilkanaście minut. Film był również udostępniony na bezpłatnych nośnikach VHS jako pomoc naukowa w szkołach podstawowych.

## Wersja polska
Opracowanie i udźwiękowienie wersji polskiej: na zlecenie Hagi Film i Video Wrocław – Studio Sonica

Tłumaczenie: Piotr Skotnicki

Reżyseria i dialogi: Krzysztof Kołbasiuk

Dźwięk i montaż: Agnieszka Stankowska, Jacek Osławski, Sławomir Czwórnóg, Paweł Fidala, Jerzy Januszewski

Organizacja nagrań: Beata Aleksandra Kawka, Tadeusz Wacławski

Teksty piosenek: Marek Robaczewski

Kierownictwo muzyczne: Marek Klimczuk

Wystąpili:
- Monika Wierzbicka –
  - Alvin Seville,
  - Świnka Piggy (śpiew)
- Anna Apostolakis – Simon Seville
- Ilona Kuśmierska – Zyzio
- Izabella Dziarska – Teodor Seville
- Joanna Jabłczyńska – Kasia
- Miriam Aleksandrowicz – Dyzio
- Joanna Wizmur – Hyzio
- Małgorzata Sadowska – Mama Michała i Kasi
- Małgorzata Drozd – Świnka Piggy (dialogi)
- Izabella Bukowska (prawdopodobnie przez pomyłkę wymieniona zamiast Beaty Aleksandry Kawki)
- Wiesław Michnikowski – Papa Smerf
- Arkadiusz Jakubik (jako: Aleksander Jakubik) – Slimer
- Jan Kociniak – Kubuś Puchatek
- Mieczysław Gajda – Ważniak
- Tomasz Kozłowicz – Michał
- Andrzej Krucz – jeden z kolegów Michała
- Stefan Knothe – Kaczor Daffy
- Roman Szafrański – Alf (dialogi)
- Paweł Szczesny – Narkotykowy Dym
- Janusz Zadura – jeden z kolegów Michała
- Robert Rozmus (prawdopodobnie przez pomyłkę wymieniony zamiast Krzysztofa Tyńca)
- Andrzej Butruk – Ojciec Michała i Kasi
- Zbigniew Suszyński – Michaelangelo (dialogi)
- Włodzimierz Press – Żaba Kermit
- Mirosław Wieprzewski – Gonzo
- Piotr Gogol – Garfield (śpiew)
- Jacek Czyż – Tygrys
- Dariusz Odija – Michaelangelo (śpiew)
- Maciej Gudowski (prawdopodobnie przez pomyłkę wymieniony zamiast Krzysztofa Kołbasiuka)
- Beata Aleksandra Kawka – Koleżanka Michała
- Krzysztof Tyniec – Królik Bugs
- Krzysztof Kołbasiuk –
  - Garfield (dialogi),
  - Alf (śpiew)

Dziękujemy wszystkim kolegom za bezinteresowny udział w realizacji polskiej wersji filmu Tajemnica zaginionej skarbonki
Wykonanie piosenek: Monika Wierzbicka, Anna Apostolakis, Ilona Kuśmierska, Izabella Dziarska, Miriam Aleksandrowicz, Joanna Wizmur, Mieczysław Gajda, Włodzimierz Press, Mirosław Wieprzewski, Piotr Gogol, Andrzej Gawroński, Jacek Czyż, Dariusz Odija, Krzysztof Kołbasiuk, Marek Robaczewski
Lektor: Krzysztof Kołbasiuk